# Onuki Taeko Symphonic Concert 2020
『Onuki Taeko Symphonic Concert 2020』（オオヌキ・タエコ・シンフォニック・コンサート 2020）は、2022年1月26日に発売された大貫妙子のボックス・セット。
翌年12月20日にBlu-ray及びCD、翌翌年にLPの単体リリースが決定した。

## 解説
- 2016年以来4年ぶりに開催されたシンフォニックコンサートの模様を収録しており、ゲストに坂本龍一が参加している[1]。ボックスの内容はBlu-ray・DVD・CD・LP・公演時配布パンフレットで構成されている。
- 当初はボックス・セットのみでの発売であったが、多数の再販の要望によりBlu-ray・CD・LPをそれぞれ単体でリリースすることが決定した[2]。

## 収録曲
- 特記のない限り作詞・作曲：大貫妙子
- 全編曲千住明・網守将平

### Blu-ray・DVD
1. Overture
2. 幻惑
3. 夏に恋する女たち
4. RAIN
5. 光のカーニバル
6. RENDEZ-VOUS
7. グランプリ
8. 風林火山
  - 作曲：千住明
  - インストゥルメンタル。NHK大河ドラマ「風林火山」メインテーマ
9. 宿命
  - 作曲：千住明
  - インストゥルメンタル。TVドラマ「砂の器」挿入曲
10. 黒のクレール
11. Tango
  - スペイン語詞：Fernando Aponte
  - 作曲：坂本龍一
12. 空へ
13. ベジタブル
14. Shall we dance?
  - 作詞：オスカー・ハマースタイン2世
  - 作曲： リチャード・ロジャース
15. ピーターラビットとわたし
16. 色彩都市

### CD
1. Overture
2. 幻惑
3. 夏に恋する女たち
4. RAIN
5. 光のカーニバル
6. RENDEZ-VOUS
7. グランプリ
8. 黒のクレール
9. Tango
10. 空へ
11. ベジタブル
12. Shall we dance?
13. ピーターラビットとわたし
14. 色彩都市

### LP

#### Side A
1. Overture
2. 幻惑
3. 夏に恋する女たち
4. RAIN

#### SIDE B
1. 光のカーニバル
2. RENDEZ-VOUS
3. グランプリ

#### Side C
1. 黒のクレール
2. Tango
3. 空へ

#### Side D
1. ベジタブル
2. Shall we dance?
3. ピーターラビットとわたし
4. 色彩都市

## 演奏
- 指揮：千住明
- オーケストラ：Grand Philharmonic TOKYO
- ギター：小倉博和
- ベース：鈴木正人
- ドラム：林立夫
- アコースティック・ピアノ：フェビアン・レザ・パネ
- ゲスト：坂本龍一